# 勒安纳县
15°42′28″N 104°42′40″E / 15.70781°N 104.71118°E
勒安纳县（發音：[lɯ̄ː ʔām.nâːt]）是泰国依善地区安纳乍伦府的一个县，1991年成为副县，1996年升级为县。面积191.8平方千米。2008年人口36878。海拔127米。下分7个区、79个村。